# Casbia aviata
Casbia aviata là một loài bướm đêm trong họ Geometridae.